# BOMAG
Bomag (Abkürzung für Bopparder Maschinenbaugesellschaft) ist ein deutsches Unternehmen im Bereich des Maschinenbaus.  Bomag stellt insbesondere Maschinen für die Boden-, Asphalt- und Müllverdichtung sowie Stabilisierer/Recycler her. Seinen Hauptsitz hat das Unternehmen in Boppard in Rheinland-Pfalz. Seit der Übernahme durch die französische Fayat-Gruppe im Jahr 2005 bietet die Bomag GmbH ebenfalls Asphaltfertiger sowie Kaltfräsen an.
Das Unternehmen verzeichnet neben dem Hauptsitz in Boppard fünf weitere regionale Niederlassungen in Deutschland mit Sitz in Berlin, Chemnitz, Hannover, München und Stuttgart. Darüber hinaus besitzt das Unternehmen derzeit zwölf Tochterunternehmen, die in den Ländern Österreich, Polen, Frankreich, Italien, Vereinigtes Königreich, Russland, Brasilien, Kanada, Singapur, Vereinigte Staaten und in der Volksrepublik China operieren. 500 Händler in über 120 Ländern sorgen für den weltweiten Vertrieb der Bomag Produkte. Die Bomag selbst beschäftigt insgesamt ca. 2.500 Mitarbeiter, davon rund 1.500 am Hauptstandort Boppard. Das Unternehmen zählt damit zu den 30 größten Arbeitgebern in Rheinland-Pfalz.

## Geschichte

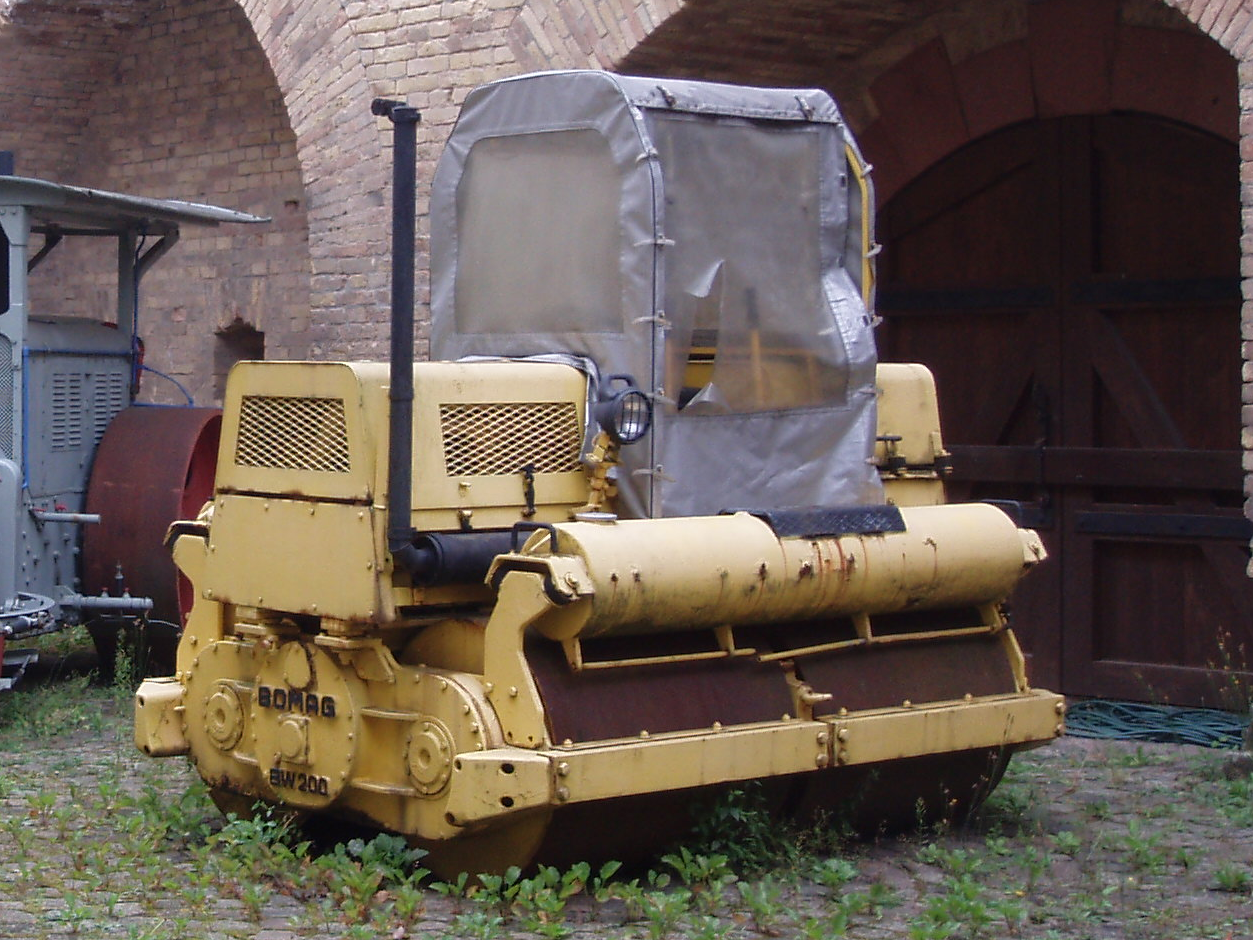
Doppelvibrationswalze BW 200

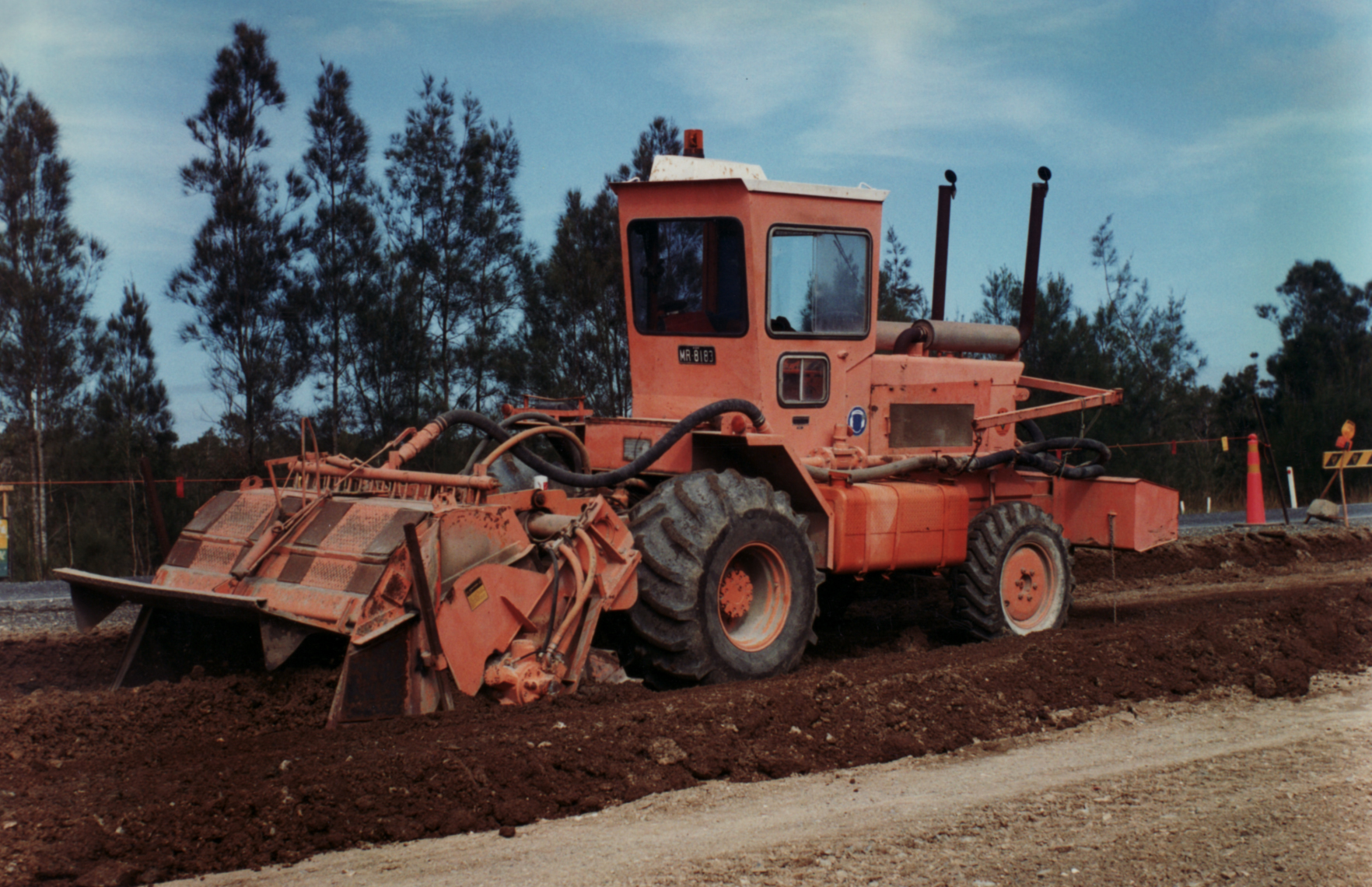
Bodenstabilisierer MPH100

Bomag wurde im Jahr 1957 von Karl Heinz Schwamborn in einer Doppelgarage gegenüber dem Bopparder Güterbahnhof gegründet. Noch im selben Jahr wurde eine neue Konstruktion für die Verdichtungstechnik, die Doppelvibrationswalze BW 60 mit Allbandagenantrieb, entwickelt.
Drei Jahre später wurde die BW 200, die erste 7-t-Doppelvibrationswalze der Welt, vorgestellt. Im Jahr 1961 eröffnet Bomag in Österreich die erste Auslandsfiliale, der bis 2002 Niederlassungen in China, den USA, Frankreich, Italien, Großbritannien, Kanada, Japan und Ungarn folgten. Als das Betriebsgelände am Stammsitz in Boppard nicht mehr ausreichte, siedelte man im Jahr 1969 an den heutigen Standort, das Industriegebiet Hellerwald in der Nähe des Stadtteils Buchholz, über. 1970 verkaufte Karl Heinz Schwamborn sein Unternehmen an die US-amerikanische Gesellschaft Koehring in Milwaukee.
Sechs Jahre später entstand am neuen Standort das größte Forschungs- und Entwicklungszentrum für Verdichtungstechnik, das derzeit existiert. 1982 erweiterte BOMAG den Betrieb um 7.000 m² Grundfläche für die mechanische Fertigung und den Stahlbau, vier Jahre später wurde weiteres Gelände im Umfang von 10.000 m² für die Montage, Prüfung und Lackierung von Großmaschinen bebaut. Im Jahr 1997 errichtete Bomag eine neue Pulverbeschichtungsanlage zur Farbgebung und erweiterte das Betriebsgelände im Jahr darauf abermals um 9.000 m².
1988 präsentierte Bomag den ersten vollhydraulischen Müllverdichter. Drei Jahre später folgte der Asphalt Manager, ein System zur automatischen Regelung der Verdichtung und gleichzeitigen Verdichtungskontrolle.
Koehring verkaufte seine Anteile von Bomag im Jahr 2001 an die US-amerikanische SPX Corporation, die das Unternehmen wiederum 2005 an den französischen Konzern Fayat veräußerte.
Im Jahr 2011 erwarb Bomag 90.000 Quadratmeter des Gewerbeparks Hellerwald II, um den im Hellerwald I liegenden Produktionsbereich erneut zu vergrößern. Das Unternehmen investierte 21,5 Mio. € – die größte Einzelinvestition in der Geschichte der Bomag – in die Errichtung einer hochmodernen Bandagenfabrik, die innerhalb von 12 Monaten gebaut und Ende Juni 2013 in Betrieb genommen wurde.

## Produkte
Insgesamt bietet Bomag mehr als 20 Produktgruppen mit zahlreichen Produktvariationen aus folgenden Kategorien an:
- Verdichtung (Stampfer, Vibrationsplatten, Vibrationswalzen, Mehrzweckverdichter)
- Asphaltbau (Tandemwalzen, Kombiwalzen, Gummiradwalzen, Straßenfertiger)
- Erdbau (Walzenzüge, Erdverdichter)
- Recycling und Stabilisierung (Kaltfräsen, Kaltrecycler, Bodenstabilisierer)
- Abfallbehandlung (Müllverdichter)

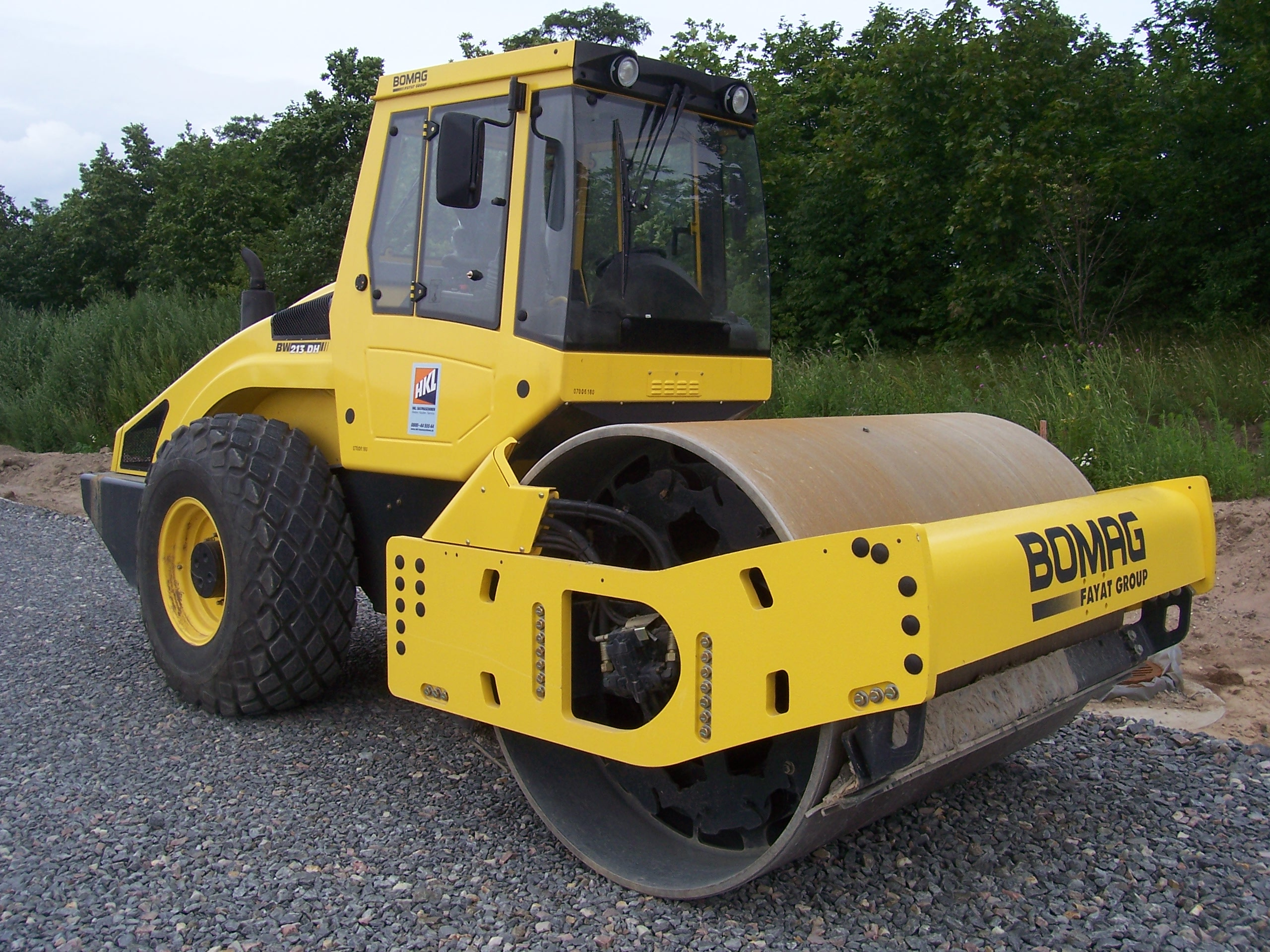
Walzenzug BW 213 DH-4
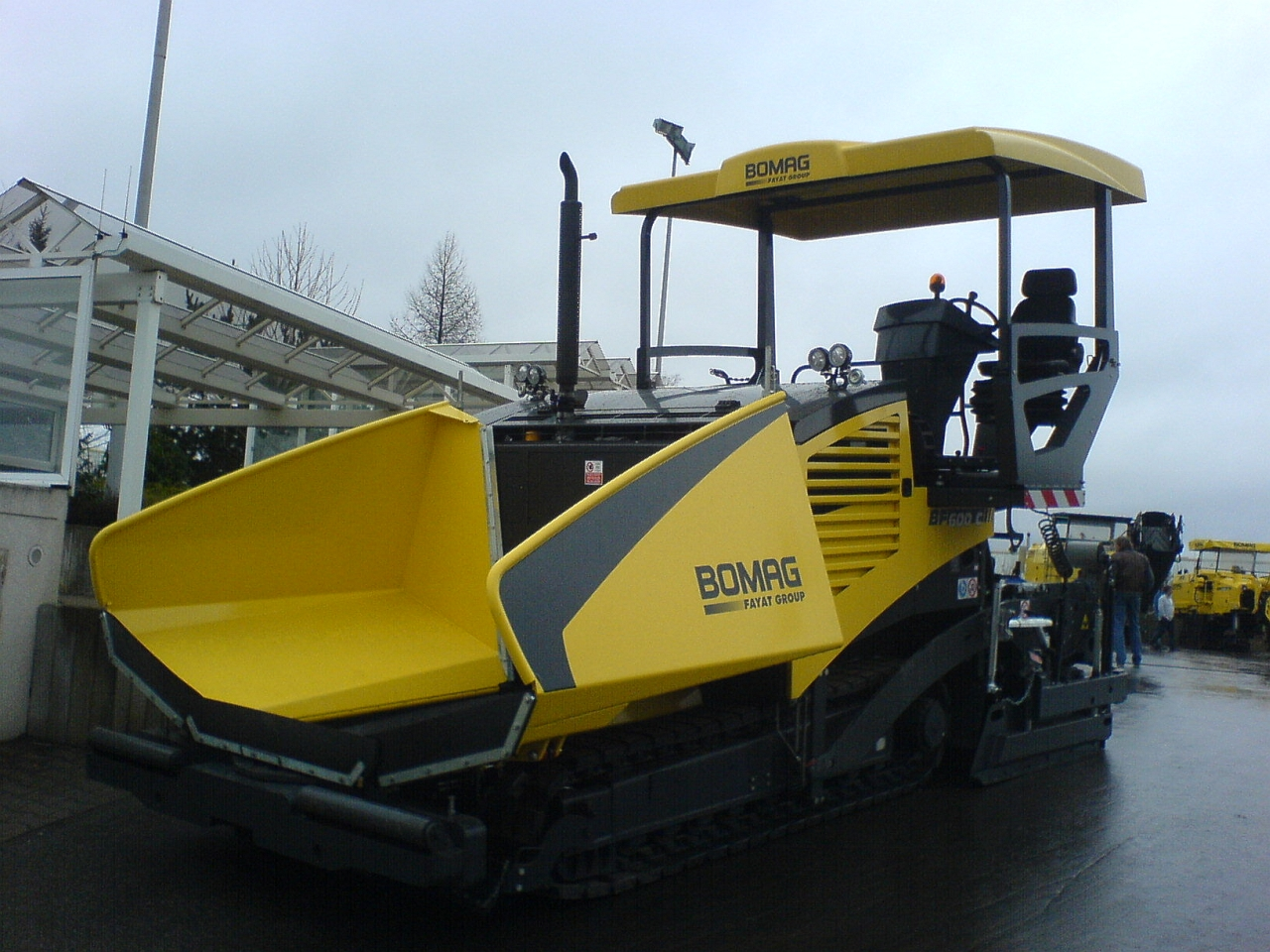
Asphaltfertiger BF 600C
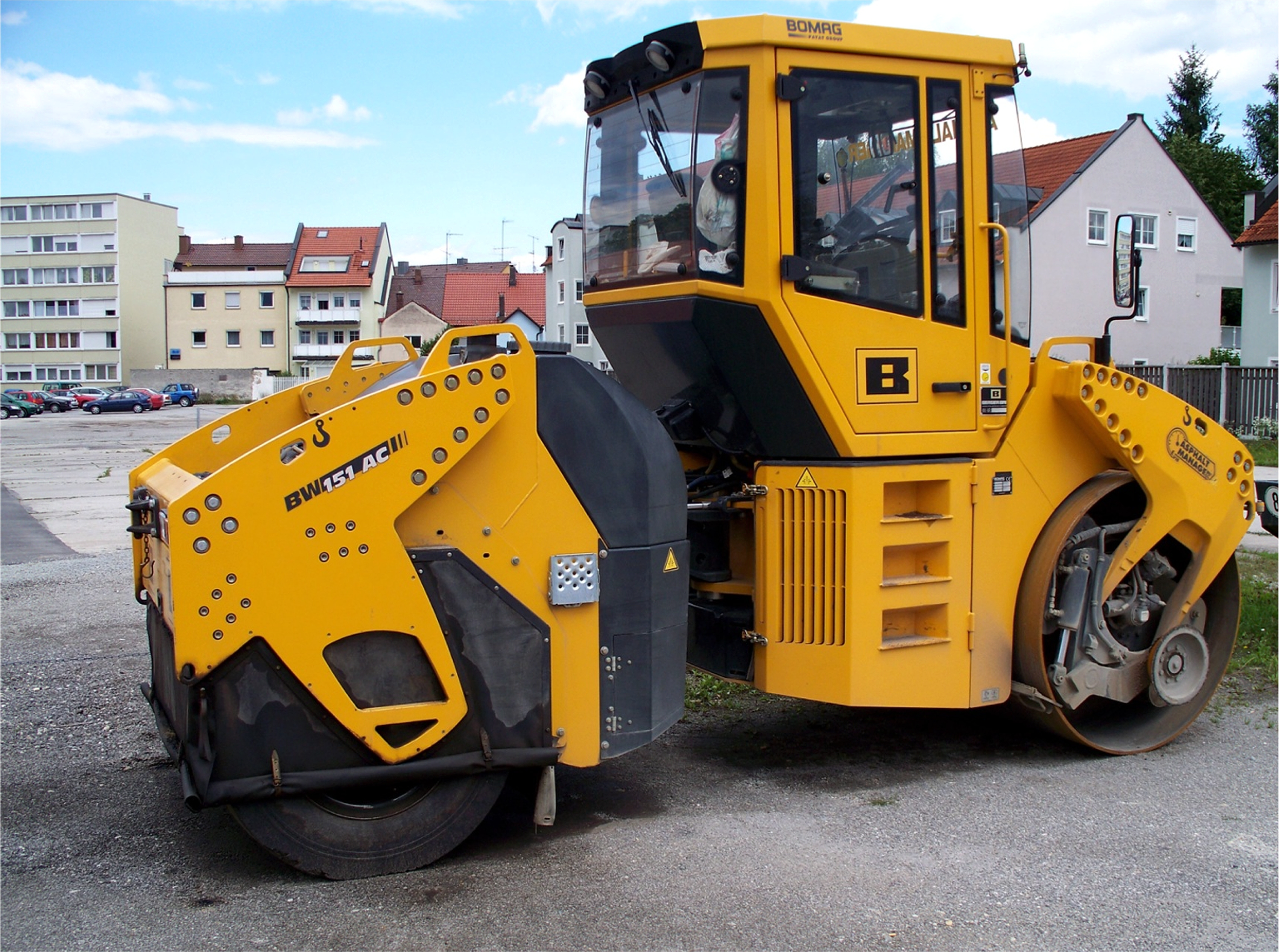
Knickgelenkte Kombiwalze BW 151 AC mit Asphaltmanager 1
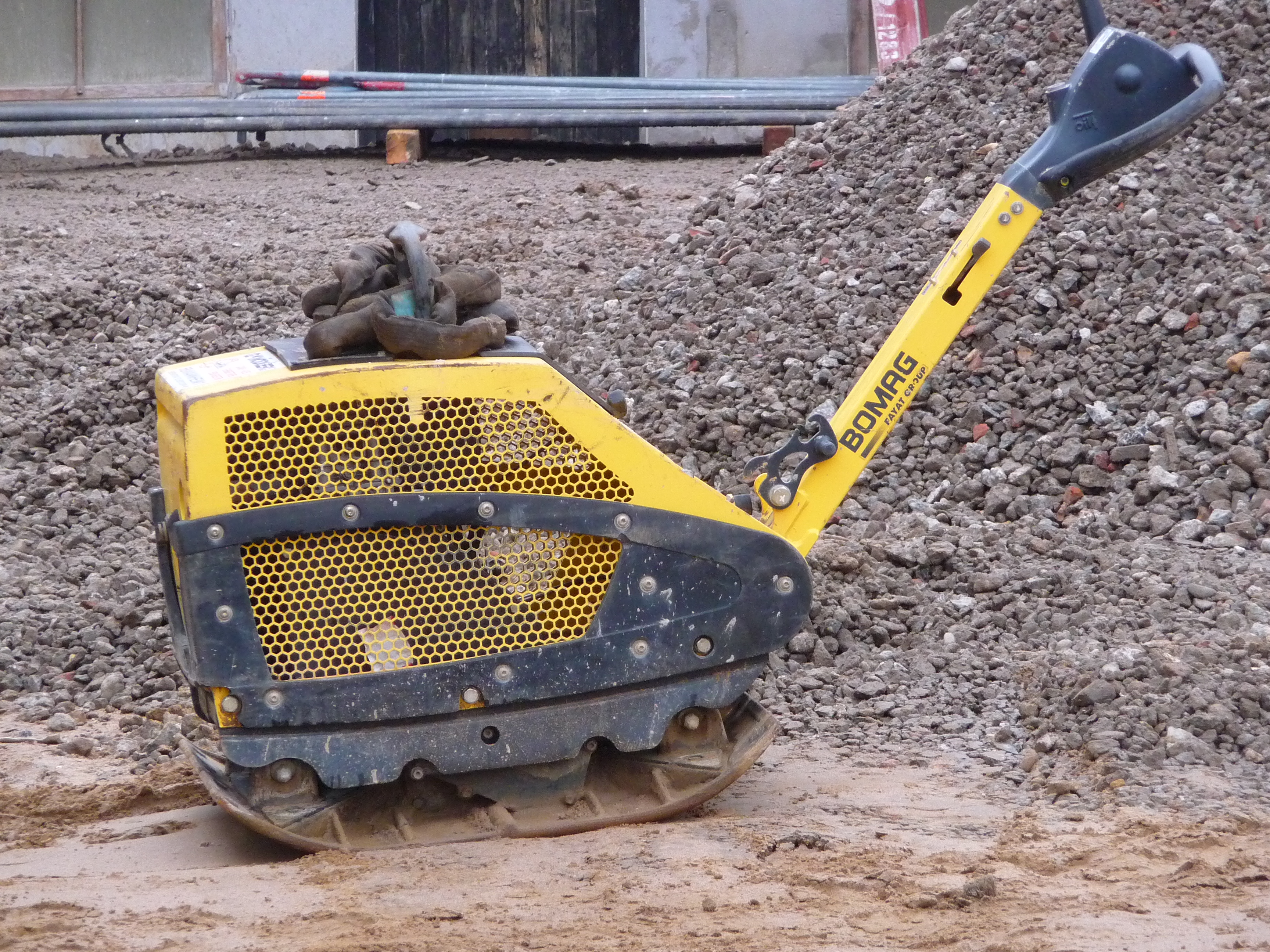
Vibrationsplatte
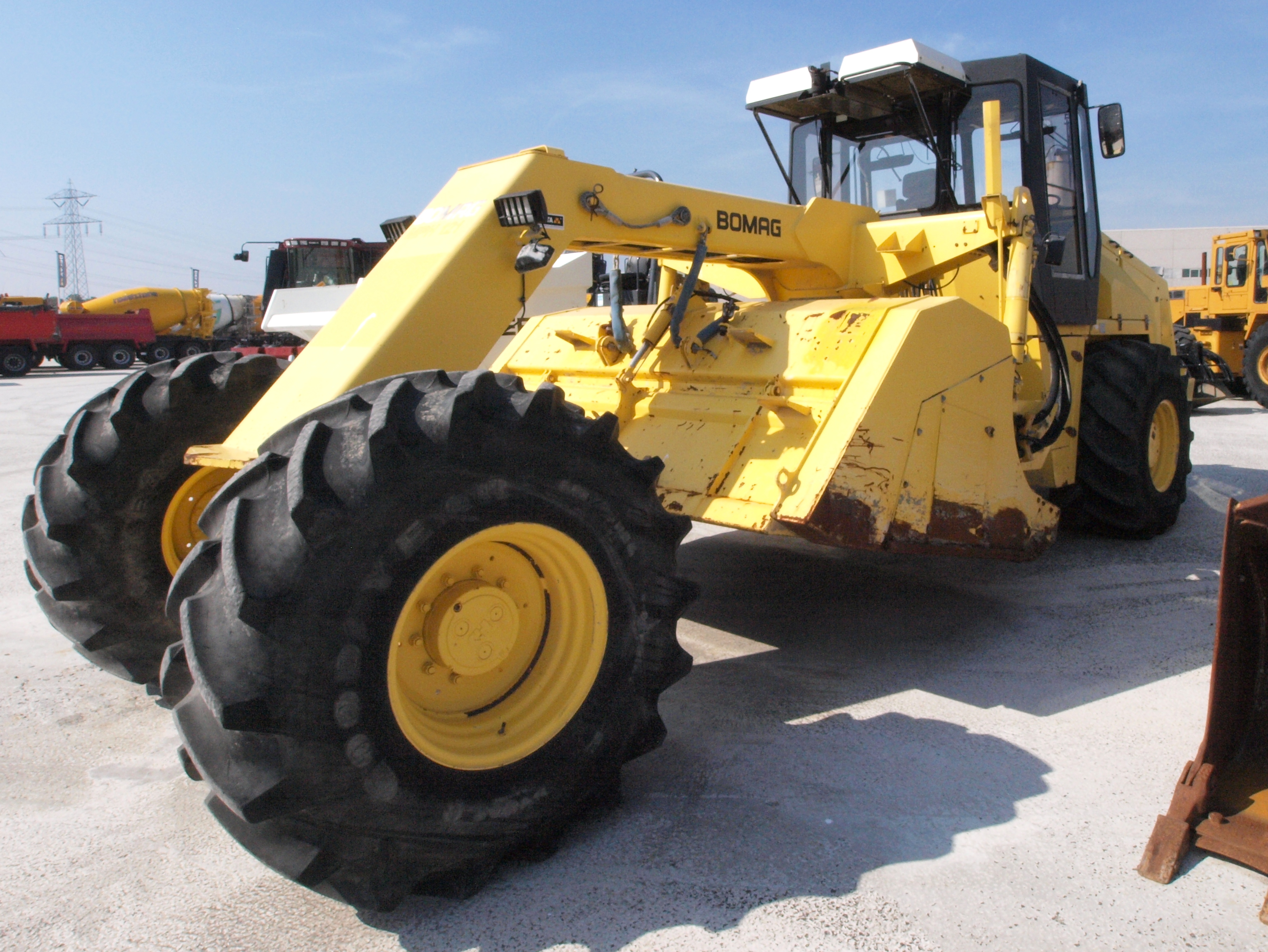
Bodenstabilisierer MPH 121
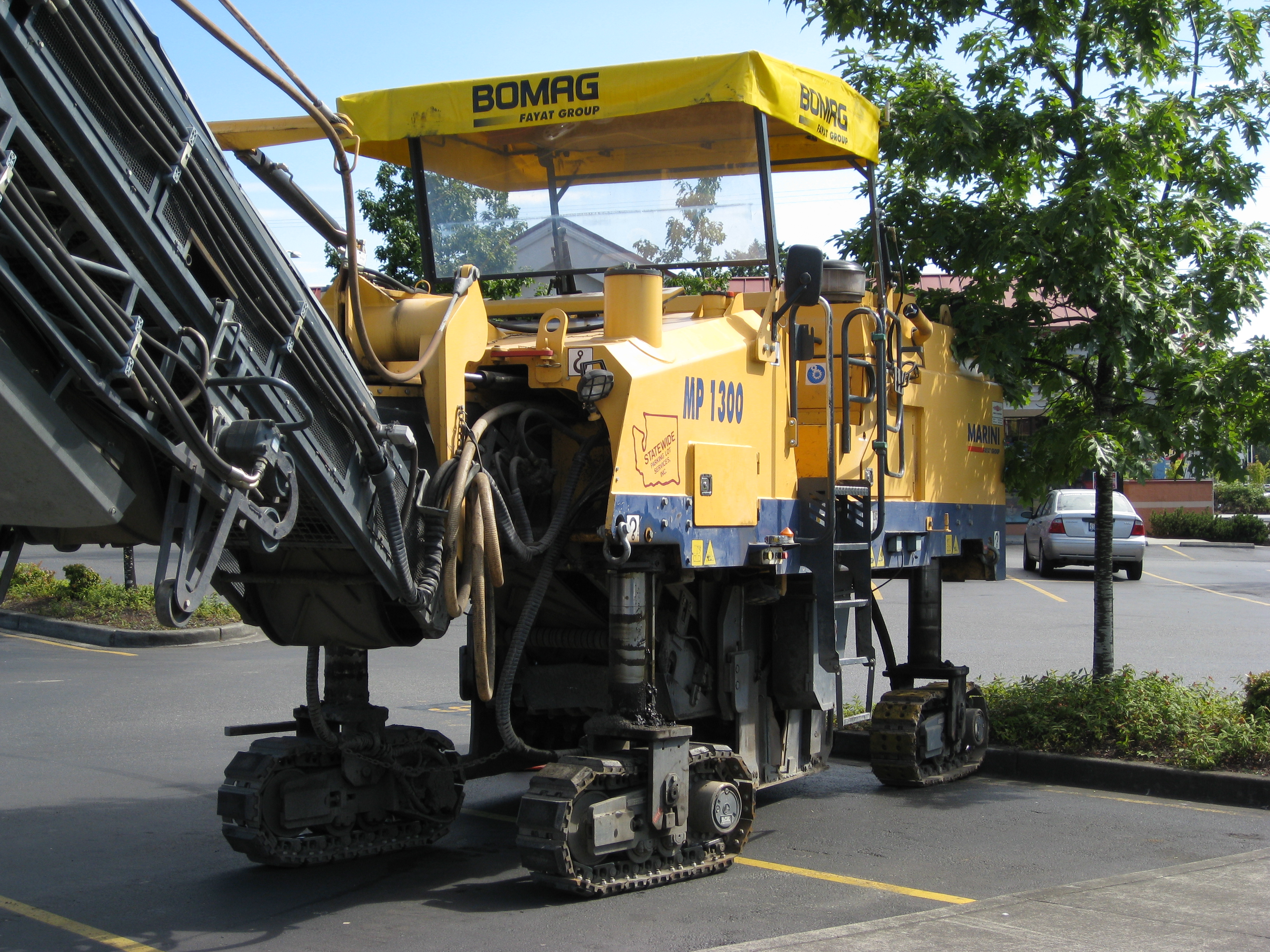
Kaltfräse MP 1300

## Standorte
| Brasilien           | Cachoerinha    | Montagewerk                                                                             |
| Volksrepublik China | Changzhou      | Fertigung schwere Walzenzüge und schwere Tandemwalzen für den chinesischen Markt        |
| Volksrepublik China | Hongkong       | Vertrieb                                                                                |
| Deutschland         | Boppard        | Hauptsitz; weltweit größtes Forschungs- und Entwicklungszentrum für Verdichtungstechnik |
| Frankreich          | Viry-Chatillon | Vertrieb                                                                                |
| Großbritannien      | Kent           | Vertrieb                                                                                |
| Italien             | Alfonsine      | Produktion Straßenfertiger                                                              |
| Kanada              | Ontario        | Vertrieb                                                                                |
| Österreich          | Wien           | Vertrieb                                                                                |
| Polen               | Warschau       | Vertrieb                                                                                |
| Russland            | Chimki         | Vertrieb                                                                                |
| Singapur            | Singapur       | Vertrieb                                                                                |
| USA                 | Ridgeway       | Service-Center, Montagewerk und Ersatzteillager                                         |

## Messen und Ausstellungen

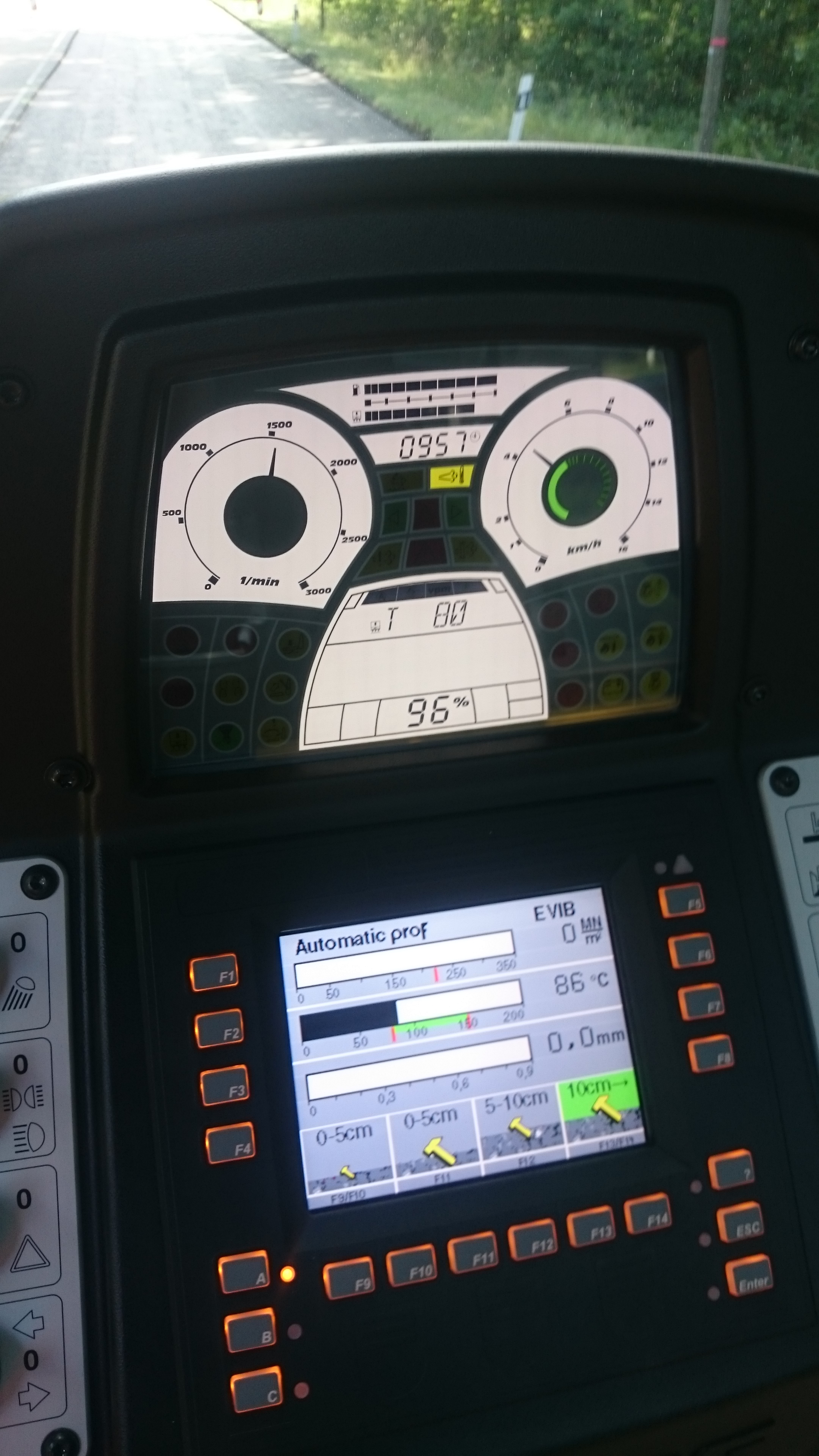
Bedienterminal Asphalt Manager 2 (unten) in einer BW 174 AP-4 AM.

Auf der alle drei Jahre stattfindenden Fachmesse für Baumaschinen (Bauma) präsentiert Bomag regelmäßig seine Innovationen. So war Bomag ein Jahr nach der Firmengründung bereits auf der Bauma 1958 vertreten und zwar mit der ersten Bomag Maschine überhaupt, der handgeführten Bomag Doppelvibrationswalze BW 60. Seitdem war das Unternehmen auf jeder Bauma präsent und jede große Innovation der Bomag wurde auch auf der Bauma vorgestellt.
In den letzten 20 Jahren waren dies zum Beispiel:
1992 die BW 80 AD, eine leichte Tandemwalze, bei der der Bedienersitz auf dem vorderen Rahmen durch den Sitz auf dem hinteren Rahmen ersetzt wurde. Weltweit wurde dies bei allen Herstellern in den nächsten Jahren Standard. Die Tandemwalzen BW 100 und BW 120 kamen erstmals mit einem schwingungsisolierten Fahrerstand. Bei den Walzenzügen wurden die bis zu 50 % steigfähigen PDH-Walzenzüge vorgestellt. Ebenfalls präsentiert wurde die große reversierbare Vibrationsplatte BPR 75/60 D.
1995 wurde mit dem BCM, dem Bomag Compaction Measurement, auf der bauma ein Messsystem für Großprojekte vorgestellt, das auf dem 1982 eingeführten Terrameter basierte. Der Terrameter war ein Messsystem, das es ermöglichte, die Verdichtungsqualität des Bodens während der Arbeit zu kontrollieren. Erstmals wussten Bauunternehmer, wann der Boden unter den Maschinen optimal verdichtet war und weitere Übergänge mit den Maschinen unnötig sind. Es war das weltweit erste System dieser Art.
Auf der bauma 1998 folgte Variocontrol für Walzenzüge. Damit wurde es möglich, die Verdichtungsenergie automatisch an den Verdichtungs- und Verformungszustand des jeweiligen Bodens anzupassen.
Auf der bauma 2001 folgte Bomag Asphalt Manager, mit dem sich die Verdichtung von Asphalt nicht nur automatisch regeln, sondern auch messen ließ. Ebenfalls 2001 vorgestellt wurden die neuen kleinen Walzenzüge BW 124 und BW 145 sowie der schwere Müllverdichter BC 972.
2004 wurden die Tandemwalzen BW 100/120 AD sowie die Kombiwalzen 100/120 AC technisch überarbeitet, eine neue Generation reversierbarer Vibrationsplatten kam auf den Markt, ebenso neue schwere Tandemwalzen vom Typ BW 141/151 AD sowie eine neue Generation schemelgelenkter Walzen.
Neben wichtigen Fachmessen nutzt Bomag auch firmeneigene Events um internationalen Kunden ihr Produktportfolio samt Innovationen zu präsentieren. Anfang September 2013 fanden zum zweiten Mal die „Asphalt Days“ am Hauptstandort in Boppard statt. Im Rahmen der sechstägigen Kundenveranstaltung stellte die Bomag GmbH ihre neueste Straßenfertigergeneration BF 600-2 und BF 700-2 vor.

## Preise und Auszeichnungen
Nach 2008 wurde Bomag auch 2010 unter die 100 innovativsten Unternehmen im deutschen Mittelstand gewählt und erhielt das „Top 100“-Gütesiegel für seine ausgeprägte Grundlagenforschung. 2013 gewann Bomag einen Designpreis, den Red Dot Design Award (honorable mention), für die knickgelenkte Tandemwalze BW 141 AD. Im selben Jahr wurde der Kooperation zwischen dem Baumaschinenhersteller und dem Technologieunternehmen Human Solutions im Rahmen der bauma der EuroTest-Preis für die erfolgreiche Anwendung der Sichtvalidierungssoftware Ramsis ISO 5006 verliehen.